# Пожнёшь бурю (фильм, 1960)
«Пожнёшь бурю» (англ. Inherit the Wind) — американский фильм 1960 года, основанный на одноимённой пьесе 1955 года, написанной Джеромом Лоуренсом и Робертом Эдвином Ли. Режиссёром фильма стал Стэнли Крамер. Главные роли исполнили Спенсер Трейси в роли адвоката Генри Драммонда и Фредрик Марч в роли его друга и соперника Мэтью Харрисона Брейди. В фильме также снимались Джин Келли, Дик Йорк, Гарри Морган, Донна Андерсон, Клод Экинс, Ной Бири мл., Флоренс Элдридж и Джимми Бойд. Сценарий был адаптирован Недриком Янгом и Гарольдом Джейкобом Смитом. Стэнли Крамер получил высокую оценку за привлечение писателя Недрика Янга. Поскольку Янг был занесён в чёрный список — он был вынужден использовать псевдоним Натан Дуглас.
«Пожнёшь бурю» — это притча, в которой так называемый обезьяний процесс, проходивший над школьным учителем Джоном Скоупсом в 1925 году, описывается как средство обсуждения маккартизма. Фильм (как и пьеса) критикует креационизм. Лента получила четыре номинации на премию «Оскар», приз «Серебряный медведь» Берлинского кинофестиваля за лучшую мужскую роль и за лучший фильм для молодёжи (1960).
В 1965 году «Зал славы Hallmark» выпустил ремейк фильма с Мелвином Дугласом и Эдом Бегли в главных ролях. Другой телевизионный ремейк с Джейсоном Робардсом и Кирком Дугласом в главных ролях вышел в эфир в 1988 году. Также фильм был переснят для телевидения в 1999 году, с Джеком Леммоном в роли Драммонда и Джорджем Скоттом в роли Брейди.

## Сюжет
Действие происходит в 1925 году в небольшом городке Хиллсборо на юге США. Местный школьный учитель Бертрам Кейтс обвиняется в том, что преподаёт ученикам запрещённый в штате Дарвинизм. В связи с этим он арестован и предан суду. Кейтса осуждают городские лидеры, включая преподобного Джеремию Брауна.

Жители города взволнованы, потому что Мэтью Брейди, известный государственный деятель и трёхкратный кандидат в президенты, выступит прокурором в судебном процессе Кейтса. Ярый противник эволюции и библейский учёный Брейди, будет сидеть рядом с прокурором Томом Дэйвенпортом в зале заседаний судьи Коффи. Защитой учителя будет заниматься не менее известный Генри Драммонд, один из самых противоречивых юристов Америки, давний знакомый и противник Брейди. 

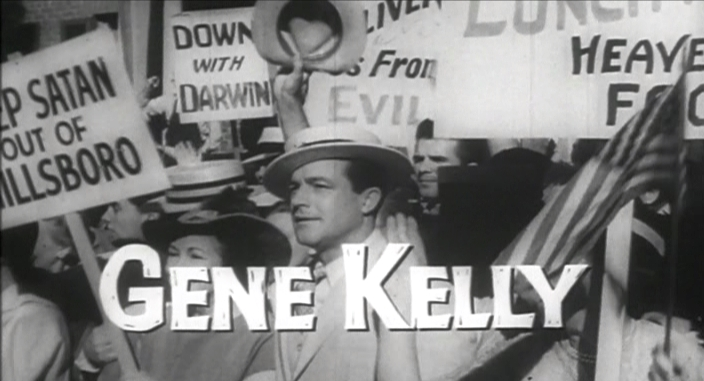
Джин Келли в роли Хорнбека

Влиятельный корреспондент Хорнбек из газеты Baltimore Herald убедил Драммонда представлять Кейтса и добился того, что его газета и радиосеть будут освещать это дело по всей стране.
Преподобный Браун публично собирает жителей города, чтобы настроить их против Кейтса и Драммонда. Дочь проповедника Рэйчел находится в противоречии, потому что она влюблена и помолвлена с Бертрамом Кейтсом. Когда Рэйчел выступает против осуждения отца, преподобный Браун говорит о том, что каждый кто заступится за грешника будет проклят. Брейди наставляет Брауна, цитируя Книгу Притчей Соломоновых: «Разрушающий дом свой — пожнёт бурю».
Зал суда приобретает атмосферу цирка с радиопередачами, газетными фотографиями и выступлениями зрителей во время процесса. Каждый раз, когда Драммонд вызывает учёного или авторитетного деятеля для обсуждения теорий Дарвина, судья поддерживает возражения обвинения и запрещает такие показания, постановляя, что на суде находится Кейтс, а не эволюция. Драммонд расстраивается, чувствуя, что дело уже решено. Когда он просит отказаться от участия в деле, судья обвиняет Драммонда в неуважении к суду, приказывает посадить его в тюрьму и назначает слушание на следующее утро на рассмотрение этого дела. Джон Стеббинс предлагает свою ферму в качестве залога для освобождения Драммонда. Сын Стеббинса был другом и протеже Кейтса, который утонул во время купания, когда у него начались судороги. Браун заявил, что сын Стеббинса был проклят, потому что не был крещён и попадёт в ад. Это привело к тому, что Кейтс оставил церковь, так как он считал несправедливым, что ребёнок не может попасть на небеса из-за поступка, который не зависел от него.

В ту ночь толпы насмешников проходят мимо тюрьмы, а затем к гостинице, где остановился Драммонд. Драммонд пытается решить, как представить свою защиту без свидетелей, и заявляет, что ему нужно чудо. Хорнбек бросает ему Библию Брейди, заявляя: «Там много всего». Когда Хорнбек наливает напитки и поворачивается к Драммонду, он удивляется тому, что Драммонд держит Библию и улыбается. 

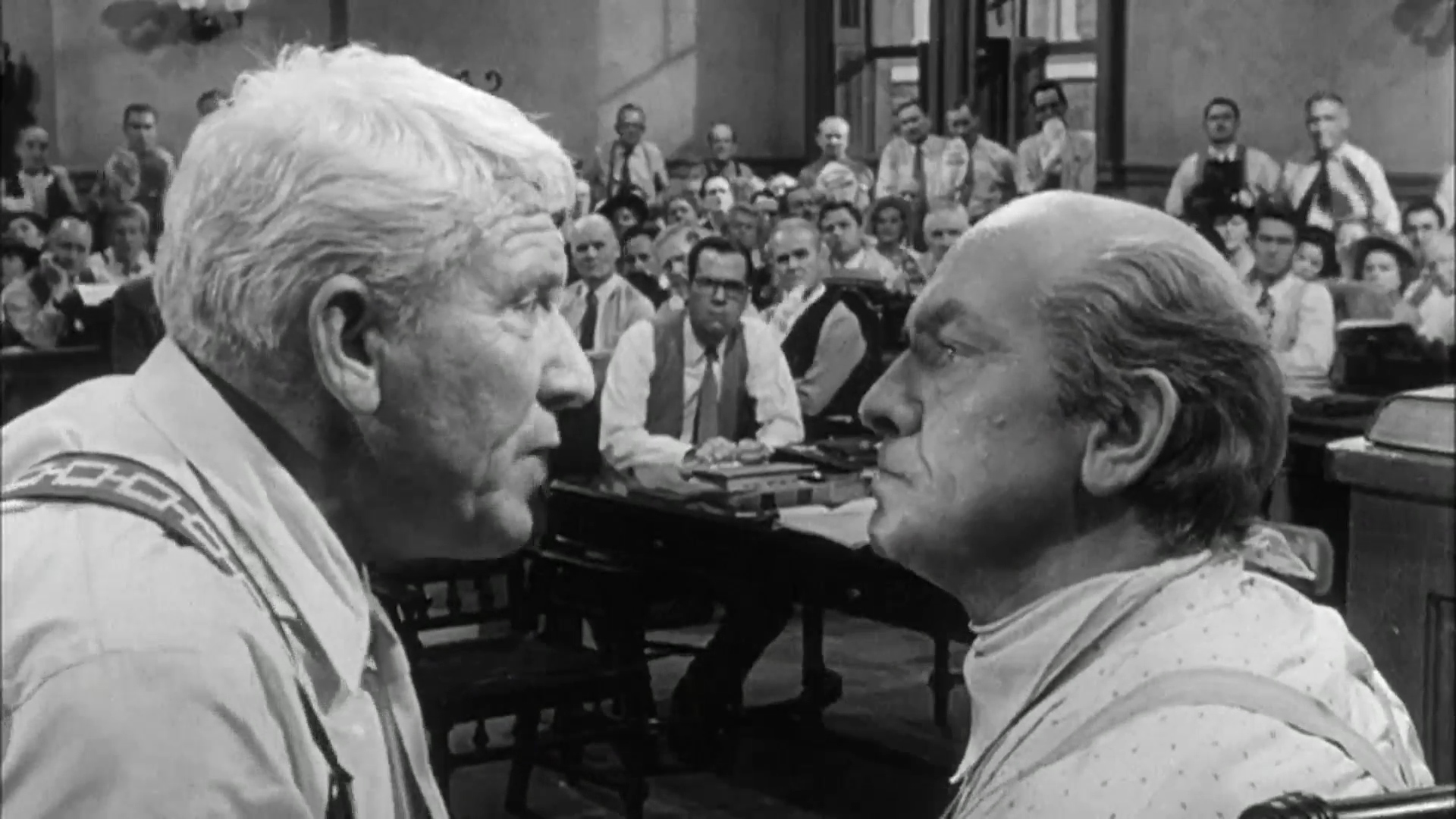
Противостояние Драммонда (слева) и Брейди (справа)

На следующее утро Драммонд вызывает самого Брейди для дачи показаний. Уверенность Брейди в своих библейских знаниях настолько велика, что он принимает этот вызов, но под перекрёстным допросом Драммонда он начинает волноваться и не может объяснить некоторые библейские события, пока не вынужден признать, что по крайней мере некоторые библейские отрывки не могут быть истолкованы буквально. Драммонд доказывает, что Кейтс, как и любой другой человек, имеет право думать самостоятельно, и те, кто ссылается на божественную поддержку, чтобы заставить его замолчать, ошибаются.
Присяжные признают Кейтса виновным, но судья, опасаясь политического скандала, штрафует его всего на 100 долларов. Брейди в ярости пытается внести свою речь в протокол, но Драммонд убеждает судью запретить это, так как судебное разбирательство завершилось. Когда судья и люди в зале начинают собираться, Брейди пытается произнести речь, но большинство его игнорирует, кроме его жены и оппонентов за столом защиты — Кейтса, Рейчел, Хорнбека и Драммонда. Брейди впадает в истерику, у него разрывается селезёнка и он умирает.
Когда Хорнбек остаётся в зале суда вдвоём с Драммондом, он пытается вспомнить цитату «Разрушающий дом свой — пожнёт бурю», произнесённую Брейди на митинге Брауна, чтобы так назвать некролог о нём. Драммонд цитирует стих дословно, шокируя Хорнбека, который заявляет: «Что ж, в этом году мы вырастили странный урожай агностиков!». Они спорят о наследии Брейди, Драммонд обвиняет Хорнбека в том, что он бессердечный циник, и Хорнбек уходит, оставляя Драммонда одного в зале суда. В конце картины Драммонд задумчиво смотрит на Библию и основы теории Дарвина, и, забрав оба толстых тома, покидает зал суда.

## История создания

### Предыстория
«Пожнёшь бурю» — это беллетризованный рассказ о деле Штата Теннесси против Джона Томаса Скоупса, более известного как обезьяний процесс, который проходил с 10 по 21 июля 1925 года и завершился осуждением Джона Скоупса за преподавание теории эволюции Чарльза Дарвина на уроках естествознания в средней школе, что противоречило закону штата Теннесси. Персонажи Мэтью Харрисона Брейди, Генри Драммонда, Бертрама Кейтса и Хорнбека соответствуют историческим личностям Уильяма Дженнингса Брайана, Клэренса Дэрроу, Джона Скоупса и Генри Менкена соответственно. Однако Ли и Лоуренс в примечании к началу пьесы, на которой основан фильм, заявляют, что она не претендует на историческую достоверность, а многие события были существенно изменены или выдуманы. Например, персонажи проповедника и его дочери были вымышленными, жители города не были враждебны по отношению к тем, кто приехал в Дейтон на суд, а Брайан предложил выплатить штраф Скоупсу, если его осудят. Брайан действительно умер вскоре после завершения судебного процесса, но его смерть наступила во сне пять дней спустя, 26 июля 1925 года, в возрасте 65 лет.
Политический комментатор Стив Бенен сказал о неточностях драмы: «Скоупс не обращался с мольбой о сочувствии, не было никакой невесты, и настоящий Скоупс никогда не был арестован». Лоуренс объяснил в интервью 1996 года, что целью пьесы была критика маккартизма и защита интеллектуальной свободы. По словам Лоуренса, «мы использовали учение об эволюции как притчу, метафору для любого вида контроля сознания. Речь идёт не о науке против религии. Речь идёт о праве думать».

### Исторические события, отражённые в фильме
В фильм включены события из реального процесса над Скоупсом, например, когда его адвокат Клэренс Дэрроу был обвинён в неуважении к суду, когда он заявил, что суд считает его предвзятым. На следующий день он принёс извинения. Фильм также расширяет отношения Драммонда и Брейди, это показано в эпизоде, когда два оппонента ведут уважительную частную беседу в креслах-качалках, в которой они объясняют свои позиции в судебном процессе. Кроме того, в фильме есть эпизод, действие которого происходит в ночь после перерыва судебного заседания, когда Кейтс и Драммонд подвергаются преследованиям толпы, в это время к адвокату приходит вдохновение и он понимает какие слова должен произнести в суде на следующий день.

### Отличия от реальной истории
Автор книги «Креационисты», историк Рональд Намерс считал, что фундаментализм Брейди в пьесе более экстремален, чем фундаментализм Брайана. По его мнению Брайана следует рассматривать, как «креациониста дневного возраста», то есть, воспринимающего более метафорическую интерпретацию событий Библии.
Поскольку судья постановил, что научные доказательства Дэрроу были недопустимыми, он решил вызвать Брайана в качестве единственного свидетеля и попытался унизить его, попросив Брайана толковать священное писание. Когда Дэрроу в своём заключительном слове призвал присяжных признать Скоупса виновным, чтобы он мог обжаловать приговор, Брайану не дали произнести собственное заключение. Через два года обвинительный приговор был отменён. Брайан перенёс сердечный приступ и умер во сне через пять дней после окончания судебного разбирательства.

## В ролях
В титрах не были указаны: Ричард Дикон, Джордж Данн, Снуб Поллард, Эддисон Ричардс, Гарри Тенбрук, Уилл Райт, Лестер Дорр. Актриса и певица Лесли Аггамс исполняет вступительную и заключительную песни а капелла.

Спенсер Трейси поначалу отказывался от роли Генри Драммонда. Когда Крамер обратился к Фредерику Марчу, Джину Келли и Флоренсу Элдриджу с просьбой о совместной съёмке в фильме, тогда и Трейси тоже согласился. Однако на тот момент ни одна из других созвёзд не подписала контракт; Трейси был первым. Как только Трейси подписал свой контракт, подписали и остальные.
| Актёр           | Роль                                |
| --------------- | ----------------------------------- |
| Спенсер Трейси  | адвокат Генри Драммонд              |
| Фредрик Марч    | кандидат в президенты Мэттью Брейди |
| Флоренс Элдридж | Сара Брейди                         |
| Дик Йорк        | учитель биологии Бертрам Кейтс      |
| Джин Келли      | репортёр Хорнбек                    |
| Донна Андерсон  | Рейчел Браун                        |
| Гарри Морган    | судья Мэл Коффи                     |
| Клод Экинс      | преподобный Джеремия Браун          |
| Эллиотт Рид     | Том Дейвенпорт                      |
| Рэй Тил         | Джесси Х. Данлэп                    |

## Выпуск
Мировая премьера фильма состоялась на 10-м Берлинском международном кинофестивале 25 июня 1960 года. Премьера фильма в США состоялась 21 июля 1960 года в Дейтоне, штат Теннесси. Фильм собрал 2 миллиона долларов по всему миру и зафиксировал убыток в 1,7 миллиона долларов.

### Реакция критиков
Томас Прайор из Variety описал его как «захватывающий и увлекательный фильм. Роли Трейси и Марча равны Кларенсу Дэрроу и Уильяму Дженнингсу Брайану, столкнувшимся в вопросах о процессе эволюции. Хорошую долю поверхностной остроты фильму придаёт Джин Келли в роли циничного балтиморского репортёра (по образу Генри Л. Менкена), чья газета приходит на помощь учителю, которого играет Дик Йорк. Келли снова демонстрирует, что даже без танцевальных туфель он знает свое место на экране». Босли Краузер из The New York Times похвалил выступления Трейси и Марча, а также похвалил Крамера за то, что он показал «не только графическое воплощение своей темы, но и получил одно из самых ярких и захватывающих проявлений актёрского мастерства, когда-либо виденных на экране». Harrison's Reports похвалил актёрский состав как «превосходный», но предупредил, что «фильм будет трудно продать среднестатистическому кинозрителю, если ограниченные романтические эпизоды не будут преувеличены. В основном это многословная, философская судебная драма, великолепно поставленная. Режиссура на высшем уровне; операторская работа превосходна».
В 2006 году Роджер Эберт из Chicago Sun-Times поставил фильму четыре звезды, назвав его «фильмом, который обличает прошлое, когда он мог бы также бояться будущего».

## Награды и номинации
- 1960 — два приза Берлинского кинофестиваля: «Серебряный медведь» за лучшую мужскую роль (Фредерик Марч) и Молодёжный приз за лучший фильм для молодёжи.
- 1960 — попадание в десятку лучших фильмов года по версии Национального совета кинокритиков США.
- 1961 — 4 номинации на премию «Оскар»: лучшая мужская роль (Спенсер Трейси), лучшая операторская работа в чёрно-белом фильме (Эрнест Ласло), лучший монтаж (Фредерик Кнудтсон), лучший адаптированный сценарий (Недрик Янг, Гарольд Джейкоб Смит).
- 1961 — 3 номинации на премию BAFTA: лучший фильм, лучший зарубежный актёр (Спенсер Трейси и Фредерик Марч).
- 1961 — 2 номинации на премию «Золотой глобус»: лучший фильм — драма, лучшая мужская роль — драма (Спенсер Трейси).